# Parkas

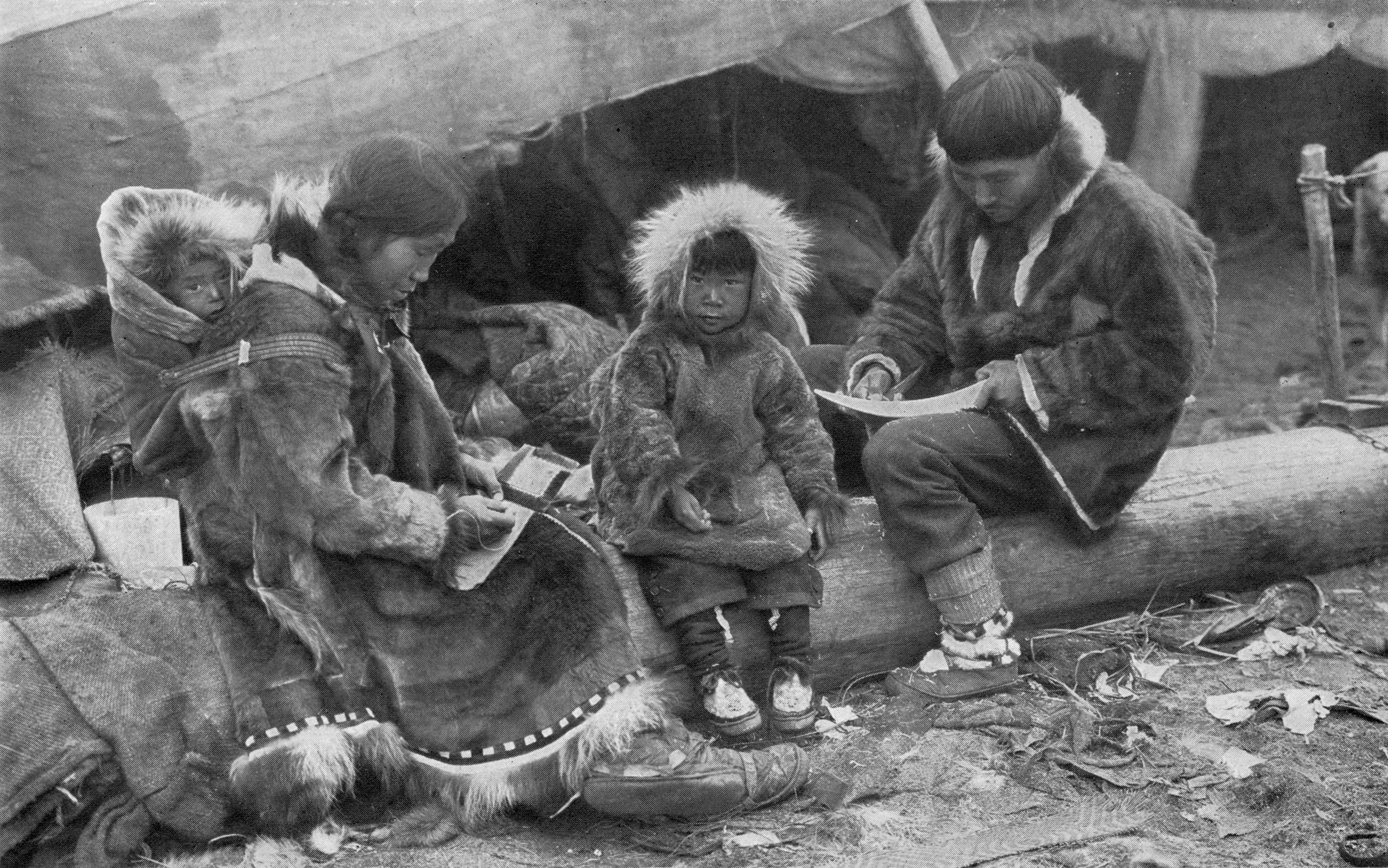
Inuiter iklädda traditionella parkasar.

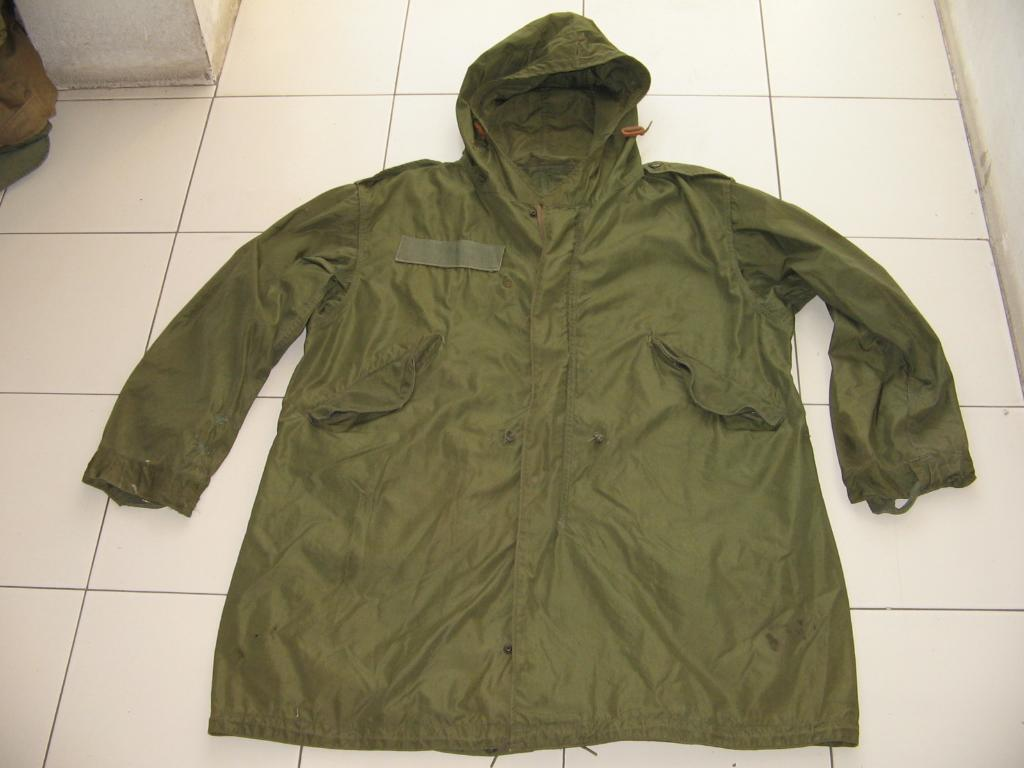
Fishtailparkas.

En parkas är en sorts fodrad vinterjacka för både kvinnor och män. En regelrätt parkas är knälång, har en huva eller kapuschong med pälskant och en dragsko i midjehöjd. Numera är det vanligt med syntetisk päls på kapuschongen, som också ofta är löstagbar.

## Bakgrund
Jackor av typen parkas härstammar från inuiterna på Grönland och användes ofta under jakt och fiske.
En modernare variant är snorkelparkasen, som började användas av USA:s armé på 1950-talet. Namnet härstammar från att kapuschongen likt en snorkel kan förslutas nästan helt och enbart lämnar ett litet hål för att se ut och andas, vilket gör denna sortens parkas effektiv i extremt kalla klimat.
En annan variant är fishtailparkasen, som även denna utvecklades av USA:s armé och började användas under Koreakriget. Namnet kommer från att jackan är försedd med ett fisksvansliknande utskott längst ned på ryggen, vilket kan fästas mellan benen för bättre skydd mot väder och vind. Fishtailparkasen gjordes till mode av den brittiska modskulturen under 1960-talet, då plaggen var billiga och lättillgängliga genom de amerikanska militärbaserna i Europa och skyddade kläderna från smuts vid färd på skotrar. Även bland svenska mods var fishtailparkasen populär, vilket ledde till att den i Sverige ofta kallades för "Koreaduffel".

## Etymologi
Ordet "parkas" är belagt i svenska språket sedan 1950-talet och kommer från engelskans "parka" med samma betydelse. Ursprungligen kommer ordet från inuitiskans "parqaaq", och betyder en pälsjacka med kapuschong.